# Eilicrinia ursula
Eilicrinia ursula là một loài bướm đêm trong họ Geometridae.